# Peter Grønlund (forfatter)
 For alternative betydninger, se Peter Grønlund. (Se også artikler, som begynder med Peter Grønlund)
Peter Grønlund (født 1970) er en dansk forfatter, foredragsholder og tidligere graffitimaler, der har skrevet bøger og artikler i tidsskrifter og aviser, om forskellige subkulturer og undergrundsmiljøer. Han er født i Aabenraa, men har boet det meste af sit voksne liv i København. Peter Grønlunds mest kendte bøger er ungdomsromanen Sub-land, hvor handlingen foregår i graffitimiljøet og bestsellerbiografien Born Free om Vesterbrogangsteren Lonnes dramatiske liv. I 2020 udkom han med en bog om Suzuki-Torben, der som tidligere rocker var den direkte årsag til at politikeren Henrik Sass Larsen havnede i et stormvejr og ikke blev minister. Peter Grønlund er ofte blevet brugt af de danske medier som ekspert i hooliganisme og subkulturer.

### Fodnoter
1. ↑  kolding.dk (Webside ikke længere tilgængelig) Kolding Kommunes hjemmeside.. Hentet 15-12-2012.
2. ↑  Liste over Peter Grønlunds arbejder. (Webside ikke længere tilgængelig) Hentet 15-12-2012.
3. ↑  Infoside om Peter Grønlund på Gyldendal.dk Hentet 15-12-2012.
4. ↑  
Buur Bach, Mads (7. august 2017). "Ekspert om fodboldbøller: - En lille gruppe havde en festdag". nyheder.tv2.dk. tv2.dk. Arkiveret fra originalen 29. maj 2018. Hentet 26. april 2024.